# Componeerhuisje van Gustav Mahler (Wörthersee)
Het componeerhuisje van Gustav Mahler (Duits: Gustav Mahler-Komponierhäuschen) is een klein museum in Maiernigg bij Maria Wörth aan de Wörthersee in Karinthië. Het is gewijd aan de componist Gustav Mahler (1860-1911). Hij trok zich in dit huisje terug om te componeren.
Er zijn meer vroegere componeerhuisjes van hem waaronder het huisje aan de Attersee ervoor en het huisje bij het Trenkenhof erna.

## Collectie
In het huisje is een boekenverzameling in te zien en kan zijn muziek beluisterd worden. Deze wordt zowel in het huisje als buiten in het bos via luidsprekers gespeeld.
Vanuit een vitrine worden verschillende stukken getoond die aan de componist herinneren, zoals foto's, originele partituren, brieven, ansichtkaarten, zijn overlijdensakte en een bronzen buste.
| blik in het museumpje |
| blik in het museumpje |

## Geschiedenis

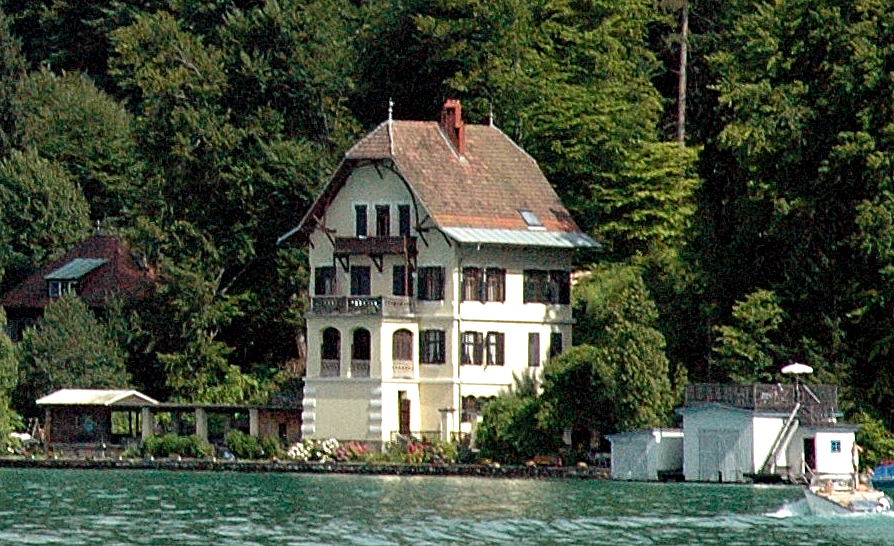
Villa Mahler

Mahler woonde in de zomers van 1900 tot 1907 in de Villa Mahler en trok zich in dit huisje terug om te componeren. Tegen de tijd dat hij in de villa kwam wonen, was hij inmiddels directeur en dirigent van de Hofopera (later de Weense Staatsopera). Praktisch gezien was het zomerverblijf van belang omdat hij tijdens de uitvoering van zijn werkzaamheden in Wenen geen tijd meer overhield om te componeren.
Hij noemde het huisje Study auf dem Kogel en componeerde hier zijn vierde, vijfde, zesde, zevende en achtste symfonie en de muziek voor de Kindertotenlieder van Friedrich Rückert. Nadat zijn dochter Putzi overleed, kwam hij hier niet meer terug en verkocht hij het in 1908.